# Laurence Whiteley
Laurence Whiteley MBE (* 29. August 1991 in Scarborough) ist ein britischer Ruderer. Er ist zweifacher Sieger bei den Paralympics und war jeweils einmal Welt- und Europameister.

## Karriere
Laurence Whiteley erkrankte mit 14 Jahren an Knochenkrebs. Nach Therapie und Operation begann er mit dem Schwimmsport und wechselte dann zum Rudern. Nach einigen Jahren im Einer bildete er 2015 einen Doppelzweier mit dem Ruderneuling Lauren Rowles. Nur fünf Monate später gewannen die beiden bei den Weltmeisterschaften in Frankreich die Silbermedaille im PR2-Mix-Doppelzweier, der damals noch TA-Mix-Doppelzweier hieß. Die beiden erreichten die Ziellinie eine halbe Sekunde hinter dem australischen Doppelzweier mit Gavin Bellis und Kathryn Ross. Im Jahr darauf bei den Paralympics 2016 in Rio de Janeiro siegten Rowles und Whiteley mit drei Sekunden Vorsprung vor dem chinesischen Boot. Beide wurden für ihren Sieg in den Order of the British Empire aufgenommen.
2018 belegte Whiteley im PR2-Einer den vierten Platz bei den Weltmeisterschaften in Plowdiw mit sieben Sekunden Rückstand auf die Medaillenränge. 2019 kehrte Rowles zum Rudern zurück und bei den Weltmeisterschaften in Linz/Ottensheim erruderten Rowles und Whiteley den Titel im PR2-Mix-Doppelzweier mit drei Sekunden Vorsprung auf das niederländische Boot. Im April 2021 bei den Europameisterschaften in Varese siegten Rowles und Whiteley mit neun Sekunden Vorsprung vor dem Boot aus den Niederlanden. Bei den wegen der COVID-19-Pandemie erst 2021 ausgetragenen Paralympics in Tokio hatten die beiden Briten im Ziel fast fünf Sekunden Vorsprung auf die zweitplatzierten Niederländer.